# Å (letter)
De letter å is een Latijnse letter die gebruikt wordt in de alfabetten van Scandinavische talen zoals Deens, Noors en Zweeds. Het is daarnaast ook een letter van het Finse alfabet, maar komt in deze taal vrijwel uitsluitend in persoons- of plaatsnamen van Zweedse oorsprong voor.
De å wordt ook gebruikt in de alfabetten van het Chamorro, Groenlands, Istro-Roemeens, Samisch en Waals, en in enkele Nedersaksische spellingsystemen.

## Uitspraak
De letter Å heeft in Scandinavische alfabetten een lange en een korte uitspraak. De korte versie representeert de /ɔ/. In het Zweeds staat de Å voor /oː/. In het Deens en het Noors is de lange versie uitgesproken als /ɔː/. In alle de drie talen is å ook het woord voor "beek" of "kleine rivier".

## Geschiedenis
De letter å ontstond in de loop van de 15e eeuw in Zweden als vervanging van de dubbele aa, die gaandeweg niet meer als een oorspronkelijke lange a maar als een o werd uitgesproken. Aangezien andere dubbele klinkercombinaties zoals ee uit het Zweedse spellingsysteem waren verdwenen, had men behoefte aan een apart letterteken voor deze nieuwe o-klank. Naar het voorbeeld van de umlaut, die was ontstaan door een e'tje boven op een a, o of u te plaatsen, vormde men de å door de tweede a boven op de eerste a te plaatsen.
In Noorwegen en Denemarken kwam de letter å pas veel later in gebruik. Hij werd in 1917 officieel aan het Noorse alfabet en in 1948 aan het Deense alfabet toegevoegd. Sommige eigennamen en plaatsnamen worden in deze beide talen nog steeds met een dubbele aa geschreven, bijvoorbeeld Aabenraa en Kierkegaard, al is de schrijfwijze met een å bij plaatsnamen in principe altijd correct.

## Computertoepassingen

De Å op een Zweeds toetsenbord.

Å is in Unicode opgenomen als U+00C5, å als U+00E5. De ASCII-code voor de letter å is Alt+134, voor de letter Å is het Alt+143.
- Op Scandinavische toetsenborden heeft de å een aparte toets. Op het Amerikaans-internationale toetsenbord dat in Nederland gebruikt wordt, kan onder Microsoft Windows en Linux de å met de combinatie Alt Gr-W worden getypt; de Å met de combinatie Alt Gr-shift-W.
- Onder Mac OS kan de letter å ingetypt worden door ⌥A in te drukken; voor Å moet hier ook de shift-toets bij worden ingedrukt.